# История Набережных Челнов
Город Набережные Челны (Татарстан, Россия) имеет историю, уходящую в бронзовый век.

## Первые упоминания
Первые поселения, как показывают археологические раскопки, в районе современных Набережных Челнов были основаны племенами срубной культуры ещё в середине III тысячелетия до нашей эры, в эпоху бронзового века.
Первым продолжившим непрерывную историю до современности поселением на месте города был основанный в 1626 году Чалнинский починок (впоследствии село Мысовые Челны, а с 1930 года — Красные Челны). Сейчас это территория микрорайона Бумажников. Сам город вырос из основанного чуть позже соседнего села Бережные Челны.
В русских летописях Бережные Челны впервые упоминаются в 1626 году - именно тогда в дворцовом селе Елабуге образовалась «община из новых крестьян елабужан» во главе с Федором Поповым. В том же году «Попов с пятью дружественным семейством, перейдя через реку Кама, засел на готовые дома». Поселение, основанное в 1626 году первоначально носило название Чалнинский починок. Позднее Береговые, Бережные и, наконец, Набережные Челны.

## XVIII—XIX век
В административном отношении в XVIII веке территория Набережных Челнов входила в состав Казанской губернии (до 1781 года), Уфимского наместничества (1781-1796 года), Оренбургской губернии (с 1796 года). В 1781-1920 года Набережные Челны находились в составе Мензелинского уезда Уфимской губернии.
К концу XIX века Набережные Челны сформировались в качестве одного из крупнейших центров хлебной торговли в Нижнем Прикамье. Это во многом определило, и облик села, и род занятий местных жителей, и степень их благосостояния.

## Начало XX века
В начале XX века Набережные Челны представляли собой большое и богатое торговое село, где наиболее важной частью была улица Дворянская. Она имела большую функциональную нагрузку, являясь почтовым трактом из Елабуги в Мензелинск.
Дома на Дворянской улице были деревянные и каменные в два этажа. На первом этаже купцы держали свои лавки и магазины, а на втором жили со своими семьями. Также в ней располагались конторы крупнейших пароходств Волжско-Камского бассейна и наиболее влиятельных хлебных торговцев.
К этому времени в Набережных Челнах находилась самая крупная пристань на реке Кама, а также были Никольская церковь, училище, мельница, восемнадцать лавок. Основным населением Набережных Челнов были русские и татары.
Символом города стал крупнейший в России речной элеватор емкостью два миллиона пудов хлеба, построенный в 1914–1917 годах на средства государственного банка Российской империи. В эксплуатацию объект был принят в 1917 году.
С 1921 по 1930 годы Набережные Челны были кантонным и одновременно волостным центром. Затем кантон был преобразован в Челнинский район. Постановлением ВЦИК СССР от 10 августа 1930 года селу Набережные Челны присвоен статус города. Жителей тогда насчитывалось 9300 человек. Из промышленных предприятий на тот момент действовали: 31 мельница, различные артели, лесозавод «Республиканец», артели «Победа», «Красная заря», «Металлист».

## Набережные Челны в годы Великой Отечественной войны
В годы Великой Отечественной войны Челнинский район находился в тылу страны.  В первые годы войны в город было эвакуированы 8 детских домов, 4 из них остались в городе, 4 распределили по району. На базе Тарловского санатория был развернут эвакогоспиталь №4089. Из Вышнего Волочка эвакуирован ткацкий комбинат.  Всего в 1941-1942 годах в Челнинский район было эвакуировано около 3500 человек, из них 1500 было размещено непосредственно в городе Набережные Челны.
Осенью 1941 года в городе было образовано 16 учебных пунктов военной подготовки. Организация Осоавиахим создавала группы для обучения военному делу. С марта 1942 года по июнь 1944 года в районе действовало 112 отделений Осоавиахима, где  военной подготовкой овладевали 1825 человек.

## Вторая половина XX века
В начале 1960-х годов в городе начала активно развиваться промышленность: были построены завод ячеистого бетона, кирпичный завод. Но несмотря на это Челнинский район по-прежнему оставался сельскохозяйственным.
В 1963 году начато строительство Нижнекамской гидроэлектростанции, мощностью 1248000 киловатт, а также поселка для энергетиков и гидростроителей. Первый земснаряд на строительстве ГЭС был задействован ещё в 1963 году. Через два года завершён намыв перемычек для ограждения котлована. Отсутствие мостового перехода создавало неудобства в развитии камазовской стройки, в 1975 году был утвержден срок ввода четырех агрегатов и мостовых переходов на осень 1978 года. Перекрытие русла Камы завершилось 2 ноября 1978 года. До строительства ГЭС город состоял из нескольких районов, застроенных частными домами. При строительстве Нижнекамской ГЭС одни из этих районов попали в зону затопления, другие — под снос, дабы уступить место многоэтажным зданиям.
В 1963 году Набережные Челны получают статус города республиканского подчинения. До 1963 года город находился в административном подчинении Челнинского (ныне Тукаевского) района (1.01.1961).
В 1969 году произошло событие, сделавшее Набережные Челны важным для всей страны — ЦК КПСС и Советом Министров СССР были приняты ряд документов, в том числе Постановление № 674 от 14 августа 1969 «О строительстве комплекса автомобильных заводов в Набережных Челнах Татарской АССР», получившего название КамАЗ (ныне —
 ПАО «КАМАЗ») — Камский автомобильный завод. Одновременно с заводом стал возводиться фактически новый город, один из двух крупнейших последних новых советских городов наряду с Тольятти. На всесоюзную стройку завода и города в Набережные Челны съехались рабочие и специалисты со всех уголков Советского союза, представлявшие более 70 национальностей. Свыше 2000 предприятий, все главки Госснаба СССР, министерства и ведомства выполняли заказы КАМАЗа на строительные материалы и оборудование. На самой строительной площадке работало до 100 тысяч человек.
В 1970 году была предпринята попытка переименовать Набережные Челны в Вахитов.
В 1971 году (официальная дата — 17 февраля) началось строительство Нового города — территории, составляющей основную часть Набережных Челнов. Перед этим, в 1970 году, были произведены работы по отводу земель и проектировке будущих районов. Панели для первых домов, когда в Набережных Челнах ещё не было домостроительного комбината, доставлялись железнодорожным и речным транспортом.
С начала строительства автозавода население в городе стало прирастать огромными темпами. Каждый год город пополнялся на 30 000—40 000 человек. И хотя жилье в городе строилось тоже рекордными темпами, отставание в его потребностях было огромным. Для решения данной проблемы в городе начали создавать вагонные городки и поселки. Таких поселков «одноэтажных Челнов» было создано больше десятка: Надежда, Энтузиастов, Молодёжный, Автозаводец, Энергетик, Комсомольский, Трампарк, Автовокзал и др. Вагонные поселки ставились также для размещения студенческих стройотрядов, прибывавших на летний сезон по несколько десятков с тысячами стройотрядовцев из самых известных ВУЗов страны. Из вагончиков создавались административные поселки.
Ещё в 1979 году в вагонных поселках проживало 26 000 человек. Ликвидированы они окончательно были в 1984—1985 годах.
В декабре 1981 года завод КАМАЗ заработал на полную мощность, сразу же став лидером отечественного грузового автомобилестроения, но при этом ещё предприятие продолжало расти и расширяться. Через семь лет КАМАЗ достиг лучшего результата по итогам года и окупил затраты страны на строительство, став одним из крупнейших заводов грузовых автомобилей и дизельных двигателей в Европе и мире. Помимо Нижнекамской ГЭС, КАМАЗа и других первых заводов, были созданы строительные, картонно-бумажный, мясной, молочный комбинаты, электромашиностроительный, трубный, крановый заводы и другие промышленные предприятия.
К началу и концу 1980-х годов население Набережных Челнов превысило рубежи соответственно в треть миллиона и полмиллиона. Промплощадка была создана на значительном удалении от жилых кварталов. Новые жилые кварталы строились и в старой части города и на примыкающей территории (ныне Комсомольский район). Но самое масштабное строительство осуществлено «в чистом поле» Нового Города — Автозаводском и Центральном районах, где была устроена уникальная система альтернативной адресации зданий (номер комплекса — номер дома), а также сооружено большое количество расположенных преимущественно ортогонально проспектов и бульваров сразу с двухуровневыми развязками.
Пущенный в 1973 году для обеспечения больших пассажирских потоков между жилыми районами города и обширным производственным комплексом КАМАЗа и другими крупными предприятиями, близкий к скоростному трамваю, Набережночелнинский трамвай стал одной из последних новых трамвайных систем в СССР и России. Также было создано одно из крупнейших в стране ПАТП городских автобусов. Вместо существовавшей с 1850 г. небольшой пристани был сооружён речной порт, один из десяти крупнейших в стране. В 1971 г. открыт аэропорт Бегишево, единый для также Нижнекамска и общей агломерации. С 1990 г. действует новый железнодорожный вокзал. Были основаны институты политехнический (ныне Камская государственная инженерно-экономическая академия) и педагогический (ныне Набережночелнинский институт социально-педагогических технологий и ресурсов). В 1977—1979 гг. открыты 10-тысячные стадионы «КАМАЗ» и «Строитель», в 1981 г. организован футбольный клуб «КАМАЗ». Для досуга горожан были открыты крупные Дворцы культуры, Набережночелнинский государственный татарский драматический театр, картинная галерея, малые музеи, парки и т. д.
19 ноября 1982 года город был переименован в честь умершего главы СССР периода, когда были построены новые Набережные Челны, Л. И. Брежнева. В период перестройки 6 января 1988 года городу было возвращено историческое название.

## Постсоветский период
В постсоветский период в 1990-е годы моногород испытал стагнацию в связи с общим для страны упадком промышленности, а также крупным пожаром с полным разрушением завода двигателей КАМАЗа 1993 года. Это сопровождалось разгулом преступности (которая была довольно высока еще в 80-е годы) и подъёмом татарского национализма.
В 2000-х годах началось оживление производств и новое развитие города. Появляются новые здания и целые микрорайоны — Радужный, Яшьлек, Замелекесье, Прибрежный и т. д. В значительной мере возрос выпуск продукции (в том числе новых видов) на КАМАЗе и других предприятиях. Совместно с итальянским концерном ФИАТ создаётся новый один из крупнейших в стране заводов «Соллерс» для выпуска полумиллиона легковых автомобилей в год.
В связи с реалиями нового времени в городе был переименован ряд проспектов, организованы новые вузы, городские газеты и другие СМИ, малые театры и музеи, новые спортивные команды, аэропорт стал международным, было достроено начатое ещё в советское время и остававшееся знаменитым «долгостроем» высотное здание бизнес-центра 2/18, появились ИТ-парк, много торговых и развлекательных центров, рынков, банков, единственный стационарный в Поволжье Набережночелнинский дельфинарий, ледовый дворец и другие спортобъекты, новые участки трамвая, площадь Азатлык для массовых гуляний, площадь c памятником и музеем В. С. Высоцкому и прочее. Построены новый деловой центр Набережных Челнов «Chelny-Сity» на проспекте Сююмбике, набережную и цирк, а также новые трамвайные ветки.
В городе стали масштабно праздноваться Сабантуй и День республики 30 августа, в ходе которого традиционно устраивается фестиваль цветов. В связи с возрождением религии сооружены крупные мечети «Тауба» и «Нур-ихлас», православный Храм Серафима Саровского и несколько других храмов, а также строится одна из крупнейших и высочайших в стране соборная мечеть «Джамиг». ФК «КАМАЗ» неоднократно входил в высшую лигу. Город, республику и страну прославила команда по ралли на набережночелнинских грузовиках КАМАЗ-мастер, подавляющий чемпион ралли мирового уровня «Дакар».